# دستگاه حسی
دستگاه حسی (به انگلیسی: Sensory system) بخشی از دستگاه عصبی است و مسئولیت آن ارزیابی اطلاعات حسی می‌باشد. اجزاء دستگاه حسی عبارتند از: گیرنده‌های حسی، مسیرهای عصبی و بخشی از مغز که مربوط به قوه ادراک و احساس می‌باشد. دستگاه حسی، حس‌هایی نظیر بینایی، شنوایی، لامسه، چشایی و بویایی را تشخیص می‌دهد. به‌طور خلاصه احساس از طریق دستگاه حسی از دنیای فیزیکی به ناحیه ذهنی مغز منتقل می‌شود. دستگاه حسی بخشی از دستگاه عصبی پیرامونی (جانبی) است که اطلاعات مربوط به محرک‌های محیطی را جمع‌آوری می‌کند و برای پردازش به مغز و نخاع منتقل می‌نماید. این وظیفه توسط گیرنده‌های حسی انجام می‌گیرد. هر چند گیرنده‌های حسی در اکثر نقاط بدن یافت می‌شوند، اما بیش تر در اندام‌های حسی (چشم، گوش، زبان، بینی و پوست) متمرکز شده‌اند. اندام‌های حسی مسئول حواس پنجگانه ما می‌باشند.
1. بینایی یعنی درک نور توسط موجود زنده. نور قسمتی از امواج الکترومغناطیس است.
2. شنوایی یعنی درک صدا. صدا همان جنبش هوا با فرکانسهای مختلف است.
3. بویایی یعنی درک وجود ذرات معلق در هوا. بعضی اجسام بوی شدیدتری دارند. یعنی ذرات بیشتری از خود متصاعد می‌کنند.
4. چشایی درک مولکولهای خاصی در مواد است. در موجودات زنده به مولکول‌های خاصی حساسیت وجود دارد مثلاً ترش بودن یک ماده یعنی وجود حالت اسیدی در آن؛ و شوری یعنی وجود نمک (سدیم کلرید / NaCl) در مواد.
5. لامسه حسی مکانیکی - حرارتی است؛ که شامل حس گرما و سرما و زبری و سختی و فشار است. خارش هم جزو همین حس است.[۱]

## تصورهای اشتباه رایج

یک تصویر نادرست از زبان که قسمت‌های حس کنندهٔ (۱) تلخی، (۲) ترشی، (۳) شوری و (۴) شیرینی را نشان می‌دهد. در حقیقت همهٔ مزه‌ها توسط همهٔ قسمت‌های زبان قابل احساس هستند.

- همهٔ مزه‌ها توسط همهٔ قسمت‌های زبان قابل احساس هستند. هرچند بسته به شخص هر قسمت کمی از قسمت‌های دیگر بیشتر یک مزهٔ خاص را حس می‌کند.[۲] همچنین، پنج مزه اصلی وجود دارد که علاوه بر شوری و ترشی و شیرینی و تلخی شامل مزه اومامی می‌شود.[۳][۴][۵][۶]
- انسان‌ها بیش از پنج حس دارند. باوجود اینکه تعاریف متفاوت‌اند، تعداد آن‌ها از ۹ تا بیش از ۲۰ حس متغیر است. علاوه بر شنوایی، بینایی، چشایی، بویایی و لامسه که حس‌های شناسایی شده توسط ارسطو هستند، انسان‌ها می‌توانند تعادل و شتاب، درد٫ موقعیت اعضا و دمای نسبی را هم درک کنند.[۷] حس‌های دیگری که گاهی شمرده می‌شوند شامل حس زمان، خارش، گرسنگی، تشنگی، سیری، نیاز به ادرار کردن، نیاز به مدفوع کردن و نیز سطح کربن دی‌اکسید در خون است دانشمندان نظریه‌ای داده‌اند تاکنون ثبت نشده‌است.[۸][۹]